# Kompensation (Uhr)

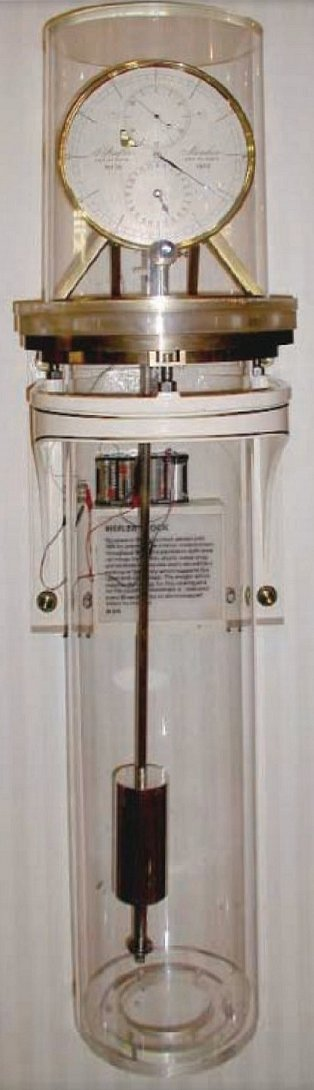
Präzisionspendeluhr

Als Kompensation bezeichnet man in der Uhrmacherei eine spezielle Konstruktion oder Materialauswahl zum Ausgleich störender Umwelteinflüsse auf den Gang einer Uhr.
Dieser Artikel bezieht sich auf Räderuhren mit Pendel oder Unruh und auf Schwankungen der Temperatur und des Luftdrucks, nicht jedoch auf den Ausgleich von Stößen (Stoßsicherung) oder die Gleichmäßigkeit des ablaufenden Federwerks (Schnecke und Stackfreed).

## Eigenschaften
Als Uhrstand bezeichnet man die Abweichung der angezeigten Zeit von der wahren Zeit zu einem bestimmten Zeitpunkt. Der Uhrstand wird durch das Stellen der Zeiger korrigiert, er ist an sich noch kein Qualitätskriterium.
Der Uhrgang ist die zeitliche Änderung des Uhrstandes, die Uhr geht gegebenenfalls vor oder nach. Ein konstanter Gangfehler ist ebenfalls noch kein Qualitätskriterium. Ziel einer Kompensation ist, einen möglichst konstanten Uhrgang zu erreichen, der dann durch Regulierung der Uhr, durch Verstellen der Pendellänge bzw. der wirksamen Federlänge der Unruh oder von deren Trägheitsmoment, ausgeglichen werden kann, siehe Reglage.

## Pendeluhren

### Temperaturkompensation

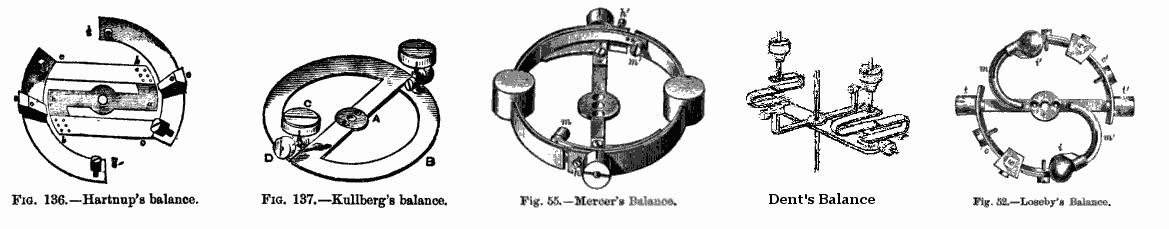
Unruhreife von Chronometern aus der Mitte des 19. Jahrhunderts, mit unterschiedlichen Temperaturkompensationen

Die Wärmeausdehnung der Pendelstange macht die Uhr mit steigender Temperatur langsamer. Ein Teil des Effekts wird kompensiert durch die Abnahme der Dichte der Luft und damit des Auftriebs des Pendelkörpers, siehe Luftdruckkompensation. Der restliche Effekt kann vermindert werden durch Materialien mit geringen Ausdehnungskoeffizienten.
Für frühe Pendeluhren lieferte ausgewähltes, präpariertes Holz recht brauchbare Resultate. Die Ausdehnung in Faserrichtung ist deutlich geringer als bei den meisten Metallen. Gegen den quellenden Einfluss der Luftfeuchtigkeit werden Pendelstangen aus Holz gut imprägniert, indem man sie mit Leinöl behandelt und meist noch zusätzlich lackiert.
Seit Anfang des 20. Jahrhunderts verbreiteten sich vor allem im Bereich der evakuierten Präzisionspendeluhren Werkstoffe mit möglichst geringen Wärmeausdehnungskoeffizienten. Hier hat sich das Standard-Invar FeNi36, die zuerst entdeckte Invar-Legierung aus circa 36 % Nickel und 64 % Eisen, gegenüber dem noch ausdehnungsärmeren Quarzglas durchgesetzt. Neben der bestehenden Sprödigkeit erweist sich bei Glas-Stangen auch die Verbindung mit Pendelaufhängung und Pendelmasse kritischer.
Invar-Stangen werden vor ihrem Einsatz in Präzisionsuhren einer künstlichen Alterung in Form von wechselnder mechanischer und thermischer Beanspruchung unterzogen. Dies dient dem Abbau innerer Spannungen, die zu unvorhersehbaren Längenänderungen führen würden.

#### Rostpendel

Aufbau eines einfachen Rostpendels

Bei einem Rostpendel (Rost im Sinne von Gitter, synonym Harrisonsches Kompensationspendel) machte man sich die unterschiedlichen Wärmeausdehnungskoeffizienten von Stahl/Eisen und Messing (oder anderen Legierungen) zu Nutze. Mehrere Stangen aus diesen Metallen waren an einem unteren und zwei oberen Stegen derart nebeneinander befestigt, dass die Gesamtlänge dieser Anordnung bei Temperaturänderungen weitgehend konstant blieb. Rostpendel wurden circa 1725 von John Harrison bzw. 1753 von John Ellicott dem Jüngeren (1706–1772) entwickelt. Diese Rostpendel waren bei den so genannten Regulatoren sehr verbreitet und galten als Qualitätsmerkmal. Daher wurden sie an minderwertigen Uhren oft gefälscht und hatten keine Funktion, da die Stangen alle fest miteinander verbunden waren bzw. aus demselben Material waren.
Im nebenstehenden Bild ist die Bewegung bei Temperaturänderung zur Veranschaulichung übertrieben dargestellt: ein Material 2  (gelb, z. B. Messing) mit hoher Wärmedehnung ist mit dem übrigen Material 1 der Pendelstange (blau, z. B. Eisen) so kombiniert, dass sich die Gesamt-Wärmedehnung aufhebt. Die im linken Teilbild vollständig dargestellten Stege sind hierzu nur an den mit Kreisen bezeichneten Stellen mit den Stangen verbunden, an den restlichen Stellen ragen die Stangen frei durch Löcher.

#### Rieflerpendel
Das Riefler-Pendel arbeitet ähnlich wie das Rostpendel mittels unterschiedlicher Werkstoffe. Durch die Verwendung von Invarstahl für die Pendelstange kann jedoch die Kompensation auf Hülsen zwischen Pendelmutter und -linse reduziert werden. Riefler schlug vor, hier unterschiedliche Hülsen gleicher Gesamtlänge zu kombinieren, um so die Stärke der Kompensation in weiten Grenzen unabhängig von der Schwingfrequenz einstellen zu können.

#### Quecksilberpendel
Das Quecksilberpendel (synonym Grahamsches Kompensationspendel) beruht auf dem gleichen Prinzip und nutzt die große Wärmeausdehnung und Dichte des Quecksilbers. Das 1726 vom Engländer George Graham entwickelte Modell hatte als Pendelgewicht eine oben offene, mit Quecksilber gefüllte Röhre.

### Luftdruckkompensation

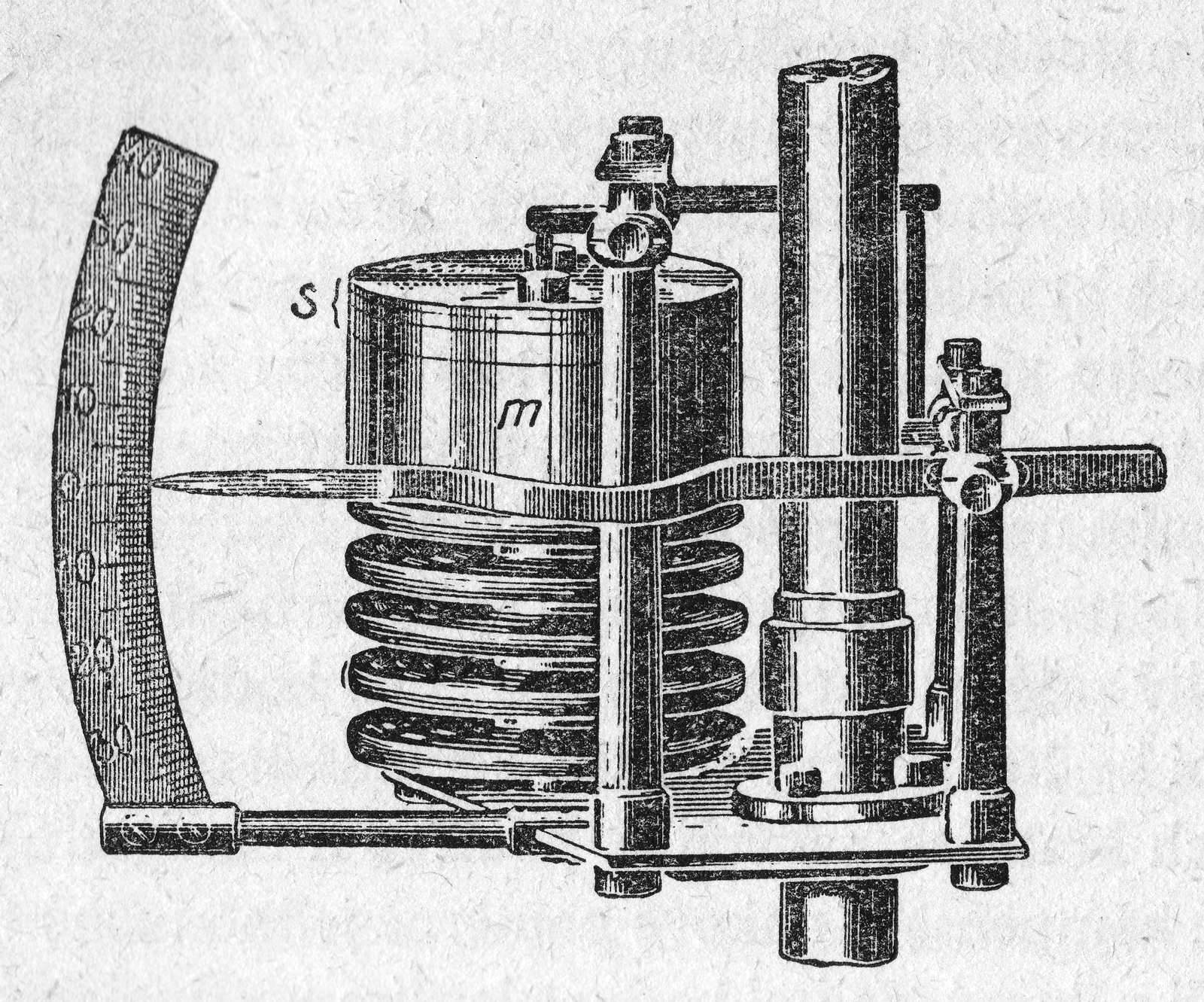
Aneroiddose für die Luftdruckkompensation des Pendels von Riefler

Mit erhöhtem Luftdruck erhöht sich die Dichte der Luft. Dies verstärkt den statischen Auftrieb eines Pendelgewichts, was die Periode des Pendels erhöht. Außerdem kann die erhöhte Dichte den Luftwiderstand des Pendels vergrößern und damit seine Dämpfung verstärken. Auch dies führt zu einer längeren Periode. Einen Einfluss auf die Dämpfung der Schwingung hat der Luftdruck, falls die Strömung turbulent ist, während die viskose Reibung kaum vom Druck abhängt. Dazu kommt, dass die Luft sich um das schwingende Pendel herum bewegen muss, sie wird somit periodisch beschleunigt. Ihre Masse trägt also zum effektiven Trägheitsmoment des Pendels bei, welches bei Erhöhung der Luftdichte also zunimmt, was  ebenfalls die Periode erhöht. Die Luftdruckkonstante eines Sekundenpendels beträgt, abhängig von der Form des Pendelkörpers und dessen Dichte, ca. 0,01 bis 0,02 Sekunden pro Tag pro Millibar Druckänderung.
Im Mittel beträgt der Luftdruck auf Meereshöhe 1013 mbar. Sowohl die Standardabweichung der Schwankungen durch Wetterereignisse als auch die Amplitude des Jahresgangs beträgt abhängig vom Standort etwa 2 bis 20 mbar. Daraus folgt, dass die Zeitabweichung einer Präzisionspendeluhr sich im Lauf eines Jahres durch Luftdruckschwankungen um einige Sekunden ändern kann. Ein einzelnes extremes Wetterereignis kann sie um eine ganze Sekunde verändern.
Für die Uhren von Zeitdienstanlagen konnten solche Abweichungen nicht toleriert werden. Nach wenig befriedigenden Versuchen mit Quecksilber- und Heberbarometern entwickelte auf Anraten des Astronomen Professor Wanach Ende des 19. Jahrhunderts die Firma Clemens Riefler in Nesselwang und München eine Luftdruckkompensation durch Aneroiddosen, wie sie auch in Dosenbarometern und Höhenmessern Verwendung finden. Die Aneroiddosenkompensation, die am Pendelstab angebracht wird, besteht aus mehreren in Serie geschalteten Dosen, die mit einer Masse belastet sind. Diese wird von den Dosen bei steigendem Luftdruck abwärts bewegt, vom Drehpunkt des Pendels weg. Das erhöht das rücktreibende Moment, das die Schwerkraft auf das ausgelenkte Pendel ausübt, was zu einer kleineren Schwingungsdauer führt und die Verlangsamung der Uhr kompensiert. Es erhöht auch das Trägheitsmoment {\displaystyle I} des Pendels, aber dieses hängt quadratisch vom Abstand {\displaystyle d} der Masse {\displaystyle m} vom Drehpunkt ab: {\displaystyle I=md^{2}}. Der Einfluss auf das Trägheitsmoment ist somit klein, wenn das Kompensationselement nahe am Drehpunkt angeordnet ist.
Eine alternative Methode ist, die Pendeluhr in einem druckfesten und dichten Behälter, z. B. aus Glas, unterzubringen, sodass eine konstante Luftdichte herrschte. Damit entfällt die Notwendigkeit der Kompensation, überdies kann das Gefäß evakuiert werden, sodass auch die Luftdämpfung entfällt.

## Uhren mit Unruh
Neben den selbstregulierenden Mechanismen der Kompensation erfolgt bei aufwendigeren Kleinuhren meist zusätzlich eine manuelle Reglage.

### Temperaturkompensation

Aufbau einer Unruh mit Bimetallreif, in der Mitte bei erniedrigter, rechts bei erhöhter Temperatur

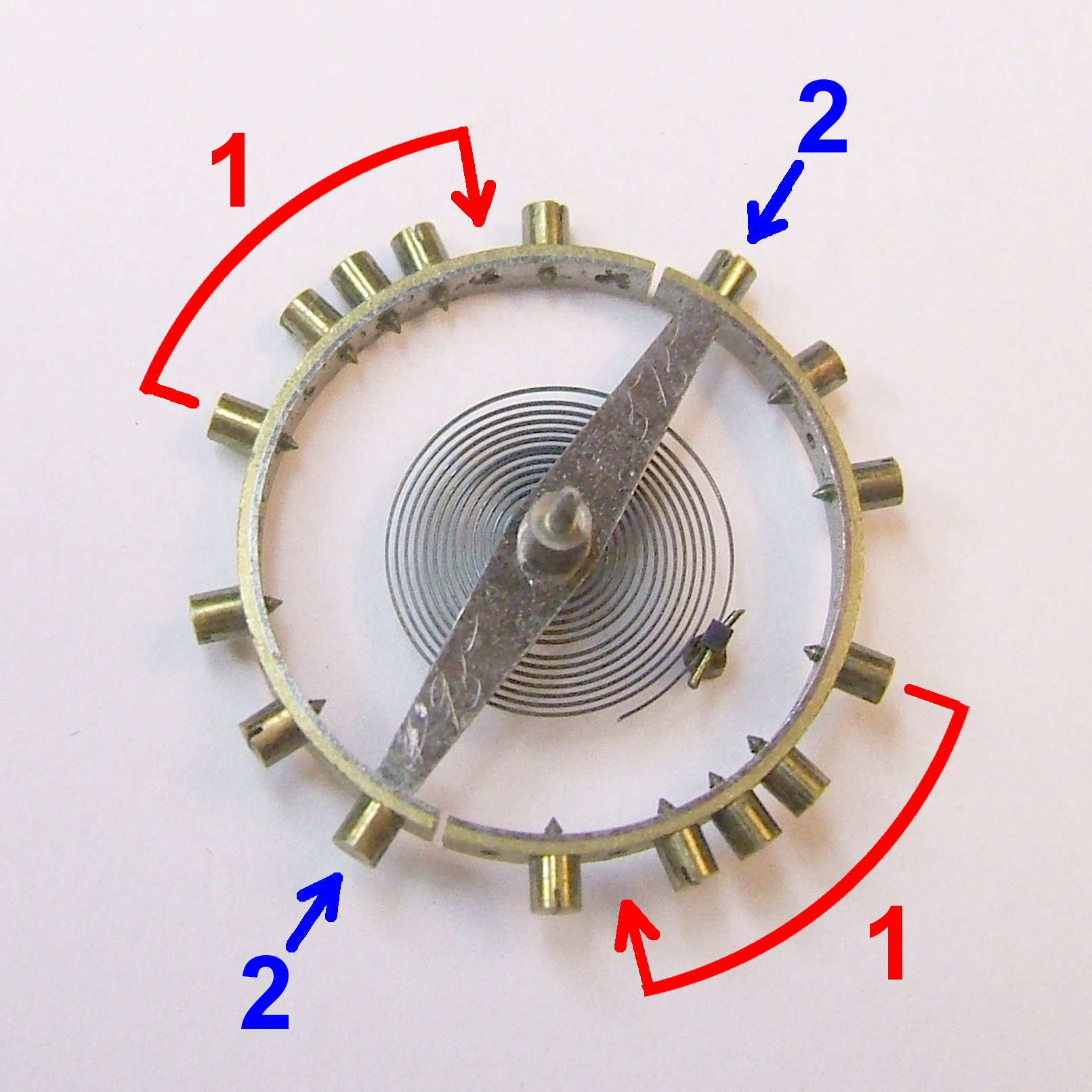
Kompensationsunruh mit Bimetallreif: (1) Verändert man die Position gegenüberliegender Schraubenpaare in Richtung der Schlitze, so wird die Temperaturkompensation verstärkt. (2) Das teilweise Herausdrehen gegenüberliegender Schraubenpaare verlangsamt die Frequenz. Wird nur eine Schraube teilweise herausgedreht, verändert sich der Schwerpunkt.

Der erhebliche Temperaturgang von Uhren mit Unruh resultiert überwiegend aus der temperaturabhängigen Elastizität der Spiralfeder der Unruh und der resultierenden Veränderung der Frequenz.
Aufgrund einer geringeren Materialermüdung als bei anderen damals verfügbaren Werkstoffen verwendete John Harrison Spiralfedern aus Federstahl und ab 1753 bimetallische Unruhen in seinen Marinechronometern H4 und H5. Aus der temperaturabhängigen Krümmung der beiden Reifsegmente entsteht bei zunehmender Temperatur ein verringertes Trägheitsmoment der Unruh zum Ausgleich der Verlängerung der Unruhspirale und der damit verbundenen verminderten Frequenz.
Um 1765 entdeckte Pierre Le Roy (1717–1785), dass zur Kompensation von Temperaturschwankungen der Unruhreif mit justierbaren Masseschrauben versehen werden kann. Eine solche Kompensationsunruh oder auch Schraubenunruh besitzt Stellschrauben zur Veränderung der Frequenz und des Schwerpunktes der Unruh. Um 1770 entwickelte Pierre Le Roy eine Kompensationsunruh mit einem geschlossenen Metallreif, auf dem zwei kleine Quecksilberthermometer zur Kompensation angebracht waren.
Die wesentlichen Materialeigenschaften für die Spiralfeder einer Unruh sind eine geringe Materialermüdung, geringe Korrosion und eine Unabhängigkeit von äußeren Einflüssen. Abraham-Louis Breguet verwendete unter anderem eine Spiralfeder aus Gold. Charles-Auguste Paillard verwendete für Spiralfedern eine Palladium-Legierung. Nach der Entdeckung der negativen Volumenmagnetostriktion durch Charles Édouard Guillaume wurde zunehmend Invar, später auch Elinvar als eines der zwei Metalle oder auch alleine verwendet, was im letzteren Fall als monometallische Unruh bezeichnet wird. Die Elastizität und Temperaturbeständigkeit des Elinvars führte zu einer zunehmenden Verwendung auch für Spiralfedern, bis für Spiralfedern das Elinvar allmählich durch Nivarox oder Silicium ersetzt wurde. Im 20. Jahrhundert wurden temperaturbeständige Unruhreife aus Metalllegierungen (z. B. Glucydur) oder aus Silicium entwickelt, sodass Justierschrauben technisch nicht mehr erforderlich sind. Dennoch werden sie gelegentlich aus gestalterischen Gründen verwendet.

### Lagekompensation
Kleinuhren erfahren meistens unterschiedliche Lagen, wodurch unterschiedliche Gravitationskräfte auf die beweglichen Teile einer Uhr einwirken. Das Tourbillon ist ein Mechanismus zur Minderung des Lagefehlers durch ständiges Rotieren von Hemmung und Unruh, wie z. B. in zwei Raumdimensionen beim Tourbillon, beim Orbital Tourbillon oder beim Karussell (frz. caroussel). In drei Raumdimensionen rotierend sind Hemmung und Unruh z. B. beim Gyroskop, beim Gyrotourbillon, beim Spherotourbillon oder beim Triple-Axis-Tourbillon. Beim Quadruple Tourbillon kompensieren vier Tourbillons vier Lageebenen.